# میدان مغناطیسی میان‌سیاره‌ای

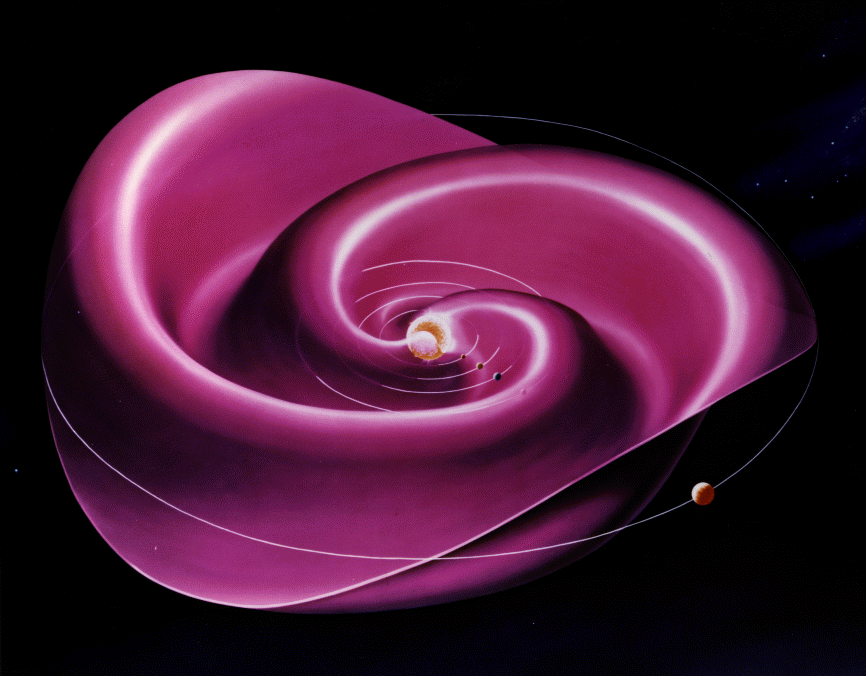
صفحه جریان هلیوسفری شکلی سه‌بعدی از مارپیچ پارکر است که ناشی از تأثیر میدان مغناطیسی چرخشی خورشید بر پلاسما در محیط میان‌سیاره‌ای است.

میدان مغناطیسی میان‌سیاره‌ای (انگلیسی: Interplanetary magnetic field) یا به اختصار IMF، که اکنون بیشتر با عنوان میدان مغناطیسی هلیوسفری یا HMF شناخته می‌شود، جزئی از میدان مغناطیسی خورشید است که توسط جریان‌های باد خورشیدی از تاج خورشیدی بیرون کشیده شده و منظومه شمسی را پر کرده است.

## پلاسمای باد و تاج خورشیدی
پلاسمای باد و تاج خورشیدی دارای رسانایی الکتریکی بالایی هستند؛ بدین معنی که خطوط میدان مغناطیسی و جریان‌های پلاسما به‌طور مؤثر با هم «منجمد» هستند و میدان مغناطیسی نمی‌تواند در مقیاس‌های زمانی مورد نظر از طریق پلاسما منتشر شود. در تاج خورشیدی، فشار مغناطیسی بسیار بیشتر از فشار پلاسما است و بنابراین پلاسما در درجه اول توسط میدان مغناطیسی ساختارمند و محدود شده است. با این حال، با افزایش ارتفاع در تاج خورشیدی، باد خورشیدی با استخراج انرژی از میدان مغناطیسی از طریق برهم‌کنش با نیروی لورنتس شتاب می‌گیرد؛ در نتیجه حرکت جریان از نیروی کشش مغناطیسی بازدارنده فراتر می‌رود و میدان مغناطیسی تاجی توسط باد خورشیدی به بیرون کشیده می‌شود تا میدان مغناطیسی هلیوسفری (HMF) را تشکیل دهد.

## میدان مغناطیسی در مدار زمین

شبیه‌سازی ویدئویی از برهم‌کنش میدان مغناطیسی زمین با میدان مغناطیسی میان‌سیاره‌ای (خورشیدی).

پلاسما در محیط میان‌سیاره‌ای مسئول قدرت میدان مغناطیسی خورشید در مدار زمین نیز محسوب می‌شود که بیش از ۱۰۰ برابر بیشتر از مقداری است که در ابتدا پیش‌بینی می‌شد. اگر فضا یک خلاء بود، میدان دوقطبی مغناطیسی خورشید — حدود ۴ تا ۱۰ تسلا در سطح خورشید — با مکعب معکوس فاصله به حدود ۱۰–۱۱ تسلا کاهش می‌یافت. اما مشاهدات ماهواره‌ای نشان می‌دهد که در حدود ۱۰۰ برابر بیشتر از میزان تقریبی ۱۰–۹ تسلا است. نظریه مگنتوهیدرودینامیک (MHD) پیش‌بینی می‌کند که حرکت یک سیال رسانا (به عنوان مثال، محیط میان‌سیاره‌ای) در یک میدان مغناطیسی باعث القای جریان الکتریکی می‌شود، که به نوبه خود میدان‌های مغناطیسی ایجاد می‌کند و از این نظر، مانند یک دیناموی مگنتوهیدرودینامیک رفتار می‌کند.
میدان مغناطیسی میان‌سیاره‌ای در مدار زمین با امواج و سایر اختلالات موجود در باد خورشیدی تغییر می‌کند که به نام وضع هوای فضا شناخته می‌شود. میدان بُرداری است که اجزای آن در جهت شعاعی و آزیموتال و همچنین یک جزء عمود بر دایرةالبروج است. شدت میدان در نزدیکی زمین از ۱ تا ۳۷ نانوتسلا متفاوت و میانگین آن حدود ۶ نانوتسلا است. از سال ۱۹۹۷، میدان مغناطیسی خورشیدی به‌صورت آنی توسط ماهواره کاوشگر ترکیب پیشرفته (ACE) رصد می‌شود که این ماهواره در مداری هاله‌ای در نقطه لاگرانژی زمین–خورشید L1 قرار دارد. از سال ۲۰۱۶، میدان مغناطیسی خورشیدی توسط ماهواره رصدخانه اقلیم فضای ژرف (DSCOVR) پایش می‌شود که این ماهواره نیز در نقطه لاگرانژی زمین–خورشید L1 قرار دارد و ماهواره کاوشگر ترکیب پیشرفته (ACE) به‌عنوان ابزار پشتیبان آن فعالیت می‌کند.